# Perch Light

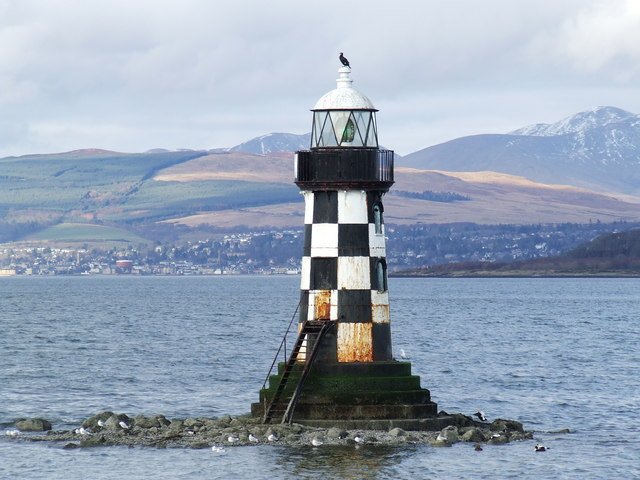
Perch Light

Das Perch Light ist ein Leuchtfeuer im Firth of Clyde gegenüber dem West Quay in der schottischen Stadt Port Glasgow in Inverclyde. 1990 wurde das Bauwerk in die schottischen Denkmallisten in der Kategorie B aufgenommen.

## Beschreibung
Das Leuchtfeuer befindet sich auf einer kleinen, felsigen Gezeiteninsel mit dem Namen „The Perch“. Es liegt rund 90 m abseits der Hafenanlagen am Südufer des Firth of Clyde. Während Historic Scotland eine Bauzeit in den 1860er Jahren angeben, ist in anderen Quellen auch eine Errichtung um 1890 verzeichnet. Das Bauwerk befindet sich noch im ursprünglichen Zustand. Es besteht aus einem sich leicht verjüngenden, niedrigen, gusseisernen Zylinder, der auf einem steinernen, gestuften Fundament fixiert ist. Insel und Fundament sind nur bei Ebbe sichtbar. Darauf sitzt eine Laterne mit dreieckigen Gläsern und Balkon, die in einer Kuppel schließt. Der im Karomuster in den Farben schwarz und weiß gestrichene Turm ist über eine Stahltreppe von der Insel aus zugänglich. An Land, ein Stück flussabwärts befindet sich der höhere Leuchtturm am West Quay, der ähnlich gearbeitet ist.